# Verde da corsa britannico
Il verde da corsa britannico (British racing green abbreviato in BRG in lingua inglese), o verde inglese, è una gradazione di verde che prende il nome dal suo uso come colore nazionale nelle competizioni automobilistiche, dove rappresenta il Regno Unito. 

## Storia
Nacque nel 1903 alla Gordon Bennett Cup sulle auto britanniche che parteciparono a questa competizione. Inizialmente utilizzato nelle gare più importanti, fu successivamente codificato dalla Federazione Internazionale dell'Automobile (FIA) per essere usato in tutti gli eventi motoristici ufficiali. Il verde da corsa britannico fu protagonista sulle Sunbeam e sulle Bentley che dominarono molte competizioni negli anni venti del XX secolo.
Negli anni cinquanta e sessanta del Novecento squadre motoristiche britanniche come Aston Martin, Vanwall, Cooper, Lotus e BRM, con le loro vetture color verde britannico, dominarono i campionati di Formula 1 e delle vetture sport; unica eccezione rimase la McLaren che, per via delle origini neozelandesi del fondatore Bruce McLaren, volle distinguersi adottando inizialmente una livrea bicolore argento-verde, poi il rosso tuttavia presto abbandonato poiché storicamente legato alle vetture italiane, e infine quella che diverrà la tinta di riferimento della casa, l'insolito papaya.
Il verde fu utilizzato da pressoché tutte le automobili da competizione britanniche fino al Campionato mondiale di Formula 1 del 1968, quando la Commissione Sportiva Internazionale della FIA autorizzò le squadre a ricorrere a sponsorizzazioni extrasportive. La Lotus siglò immediatamente una partnership con il produttore di tabacco Imperial Tobacco: le monoposto di Colin Chapman furono le prime ad abbandonare la livrea nazionale per i colori dello sponsor.
Nel 1970 la FIA concesse formalmente alle squadre motoristiche della Formula 1 l'esenzione dalla regola che prescriveva l'obbligo dell'uso dei colori nazionali sulle monoposto. Da tale anno i colori nazionali scomparvero quasi completamente dalla Formula 1 venendo sostituiti dalle livree degli sponsor. Questa esenzione fu estesa a tutte le categorie di competizione automobilistiche, fermo restando la possibilità di usare i colori nazionali nel caso in cui regolamenti specifici lo richiedessero.
Il verde da corsa britannico venne ripreso nel 2000 dalla Jaguar in Formula 1, ma dopo che il team venne venduto alla Red Bull nel 2004, la nuova proprietà passò a utilizzare i propri colori aziendali. Altri marchi ne seguirono l'esempio. La Bentley tornò per un breve periodo a partecipare alla 24 Ore di Le Mans con la sua Speed 8, che si aggiudicò la competizione francese nel 2003, dipinta di verde da corsa britannico. Nel 2013 la Aston Martin è tornata a disputare il Campionato del mondo endurance, nell'occasione con la sua DBR9 verniciata di verde da corsa britannico. Tra il 2010 e il 2014 un team di Formula 1 con base in Inghilterra ma licenza malese, denominato Team Lotus e successivamente Caterham, ha utilizzato livree basate su variazioni del verde da corsa britannico. Dalla stagione 2021 l'Aston Martin, tornata in Formula 1, adotta una livrea verde. 
Dato il suo successo nelle competizioni automobilistiche, il verde da corsa britannico è diventato un colore popolare sulle automobili da strada britanniche, in particolar modo su quelle sportive e su quelle di lusso.

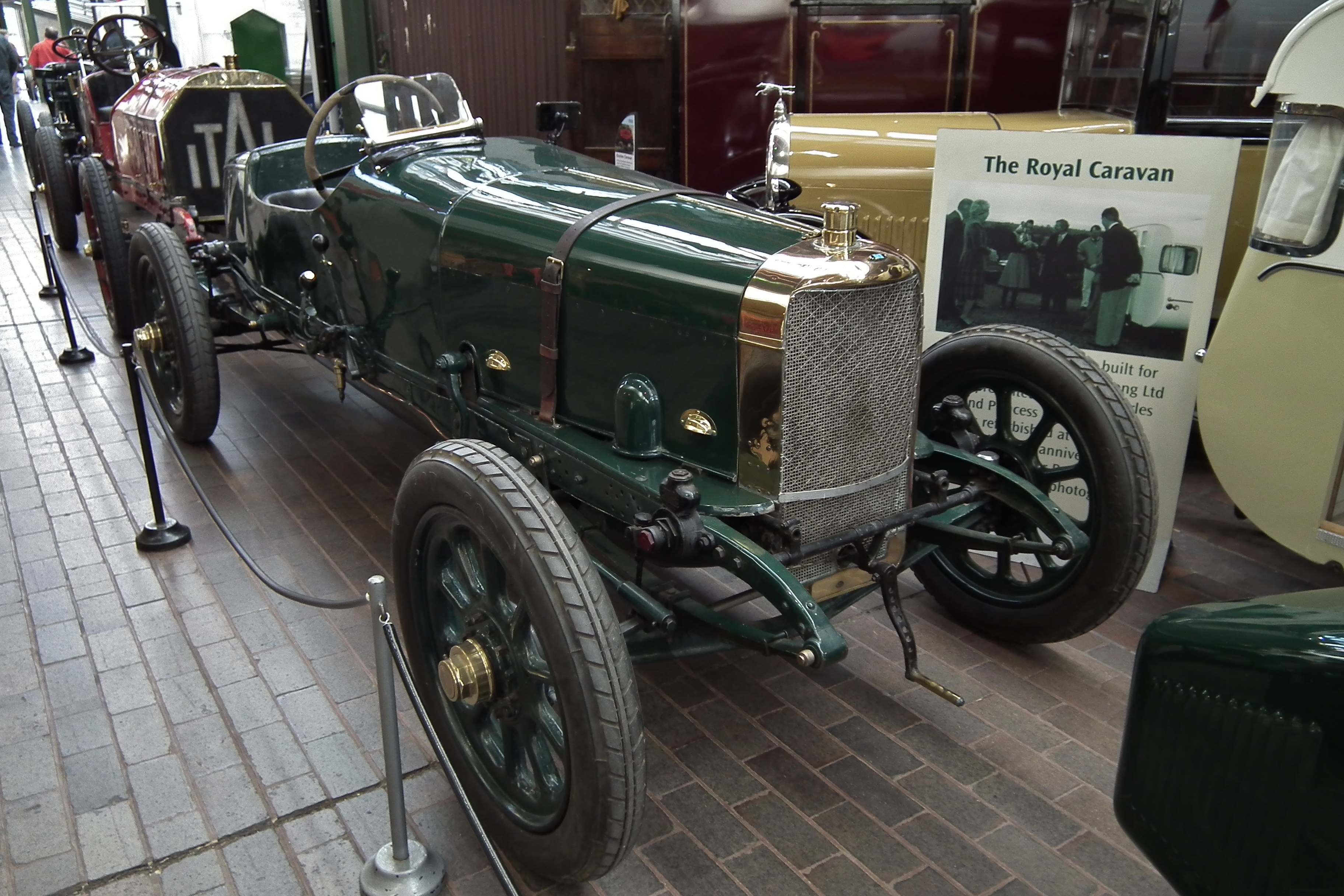
Una Sunbeam da competizione (1912) in verde da corsa britannico
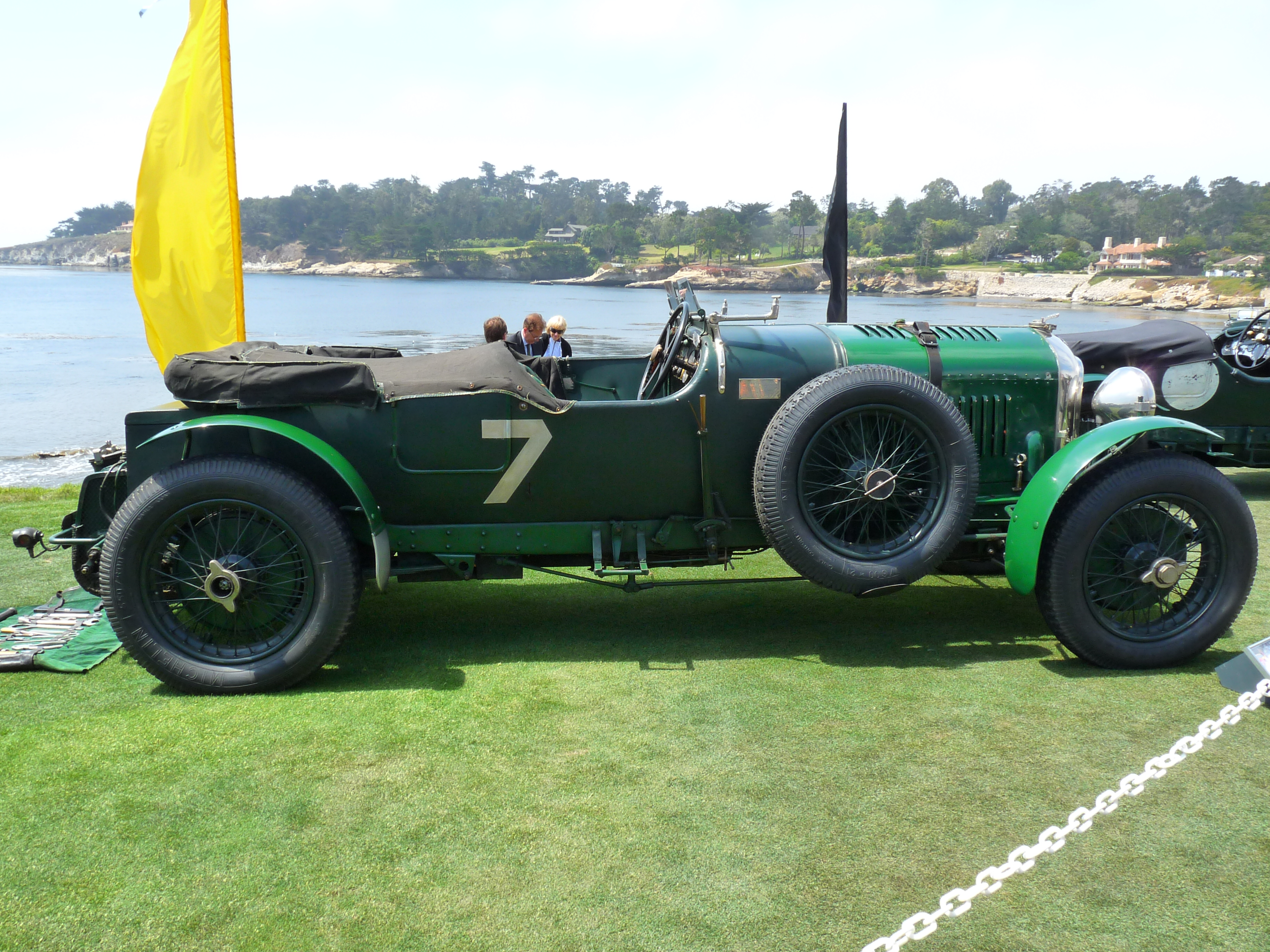
Una Bentley 4½ Litre da competizione (1928) in verde da corsa britannico
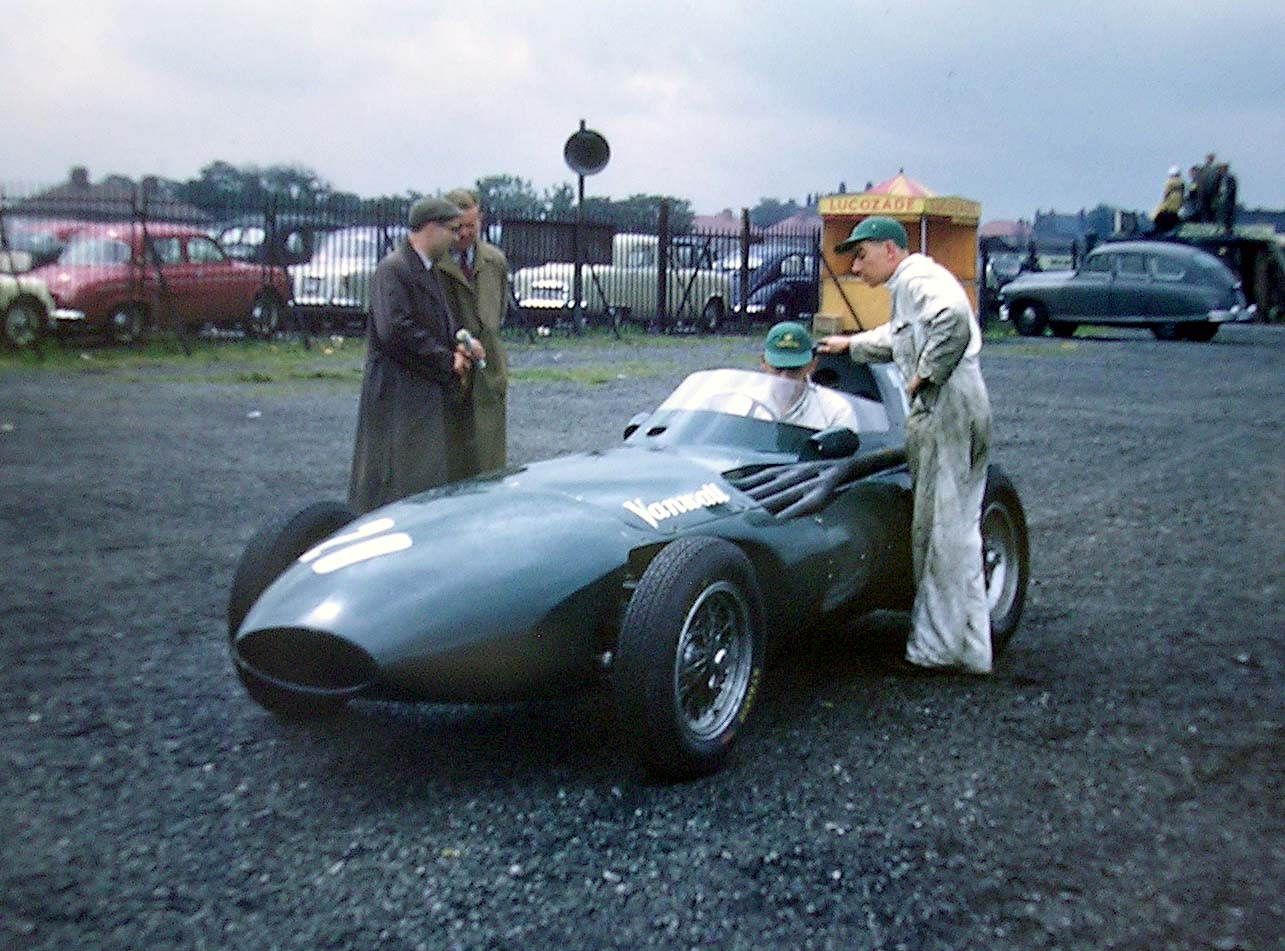
Una Vanwall VW5 da competizione (1957) in verde da corsa britannico
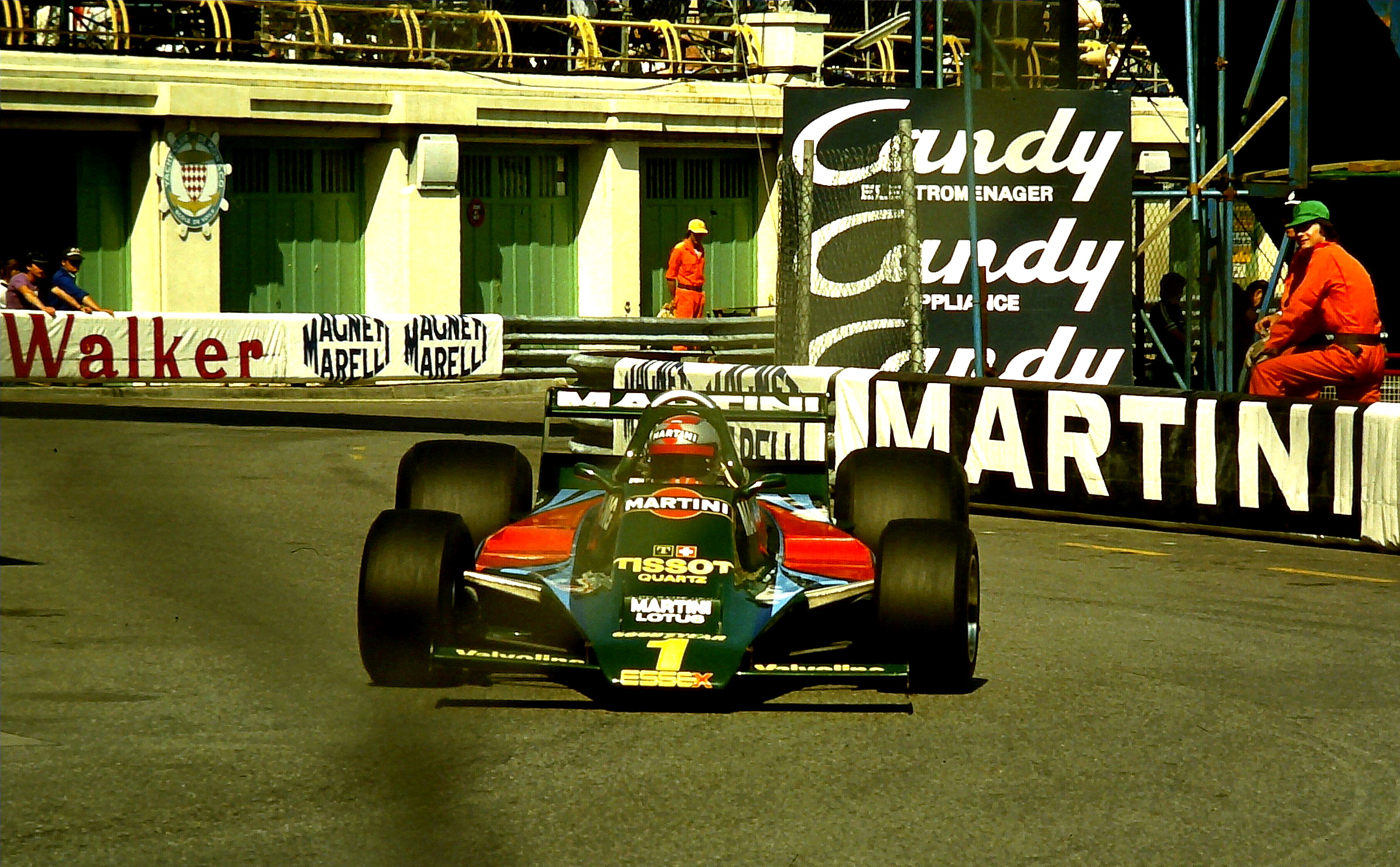
Una Lotus 80 da competizione (1979), con il verde da corsa britannico abbinato alle stripes del Martini Racing
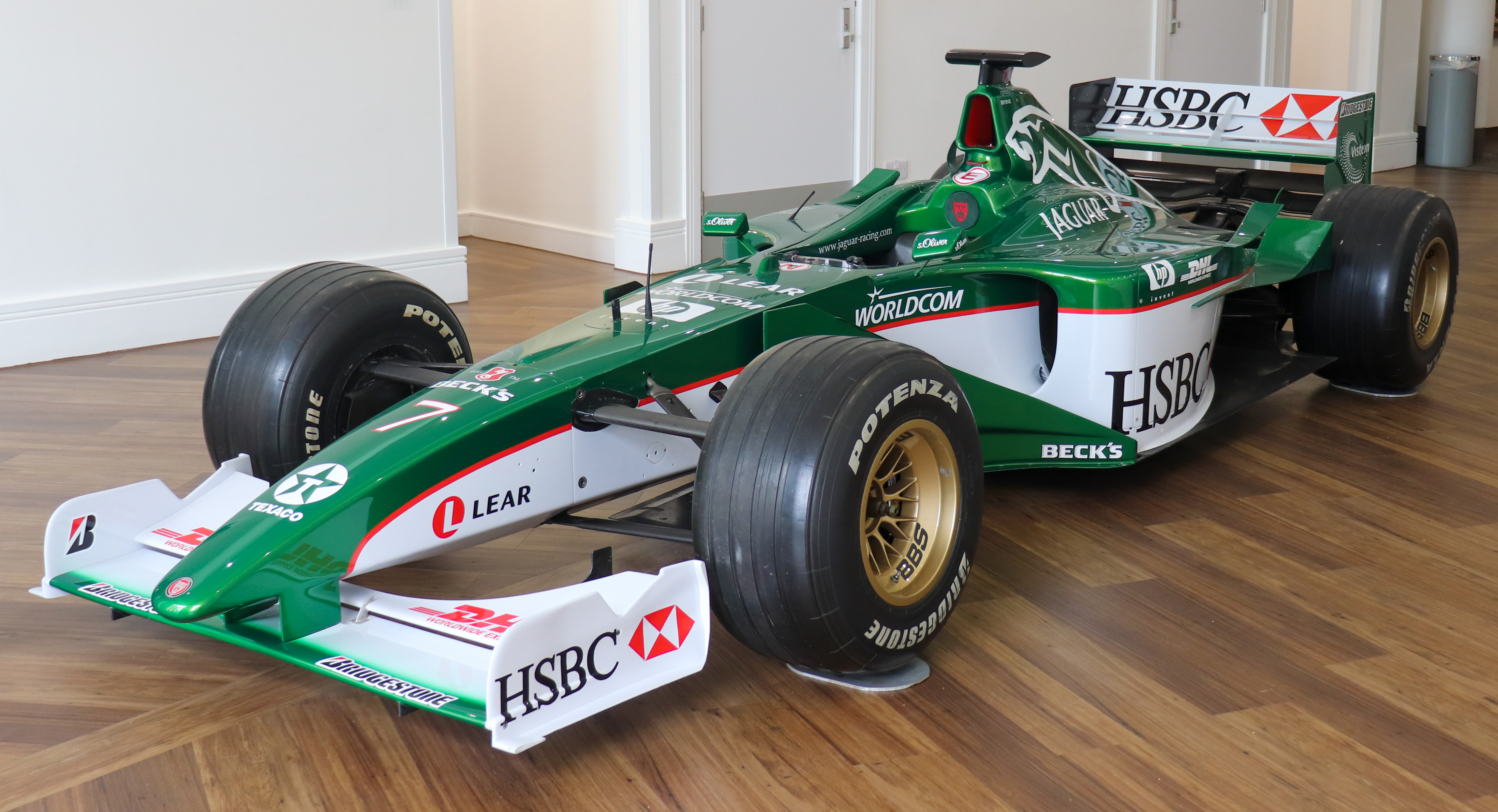
Una Jaguar R1 da competizione (2000), con il verde da corsa britannico abbinato ai sopraggiunti sponsor
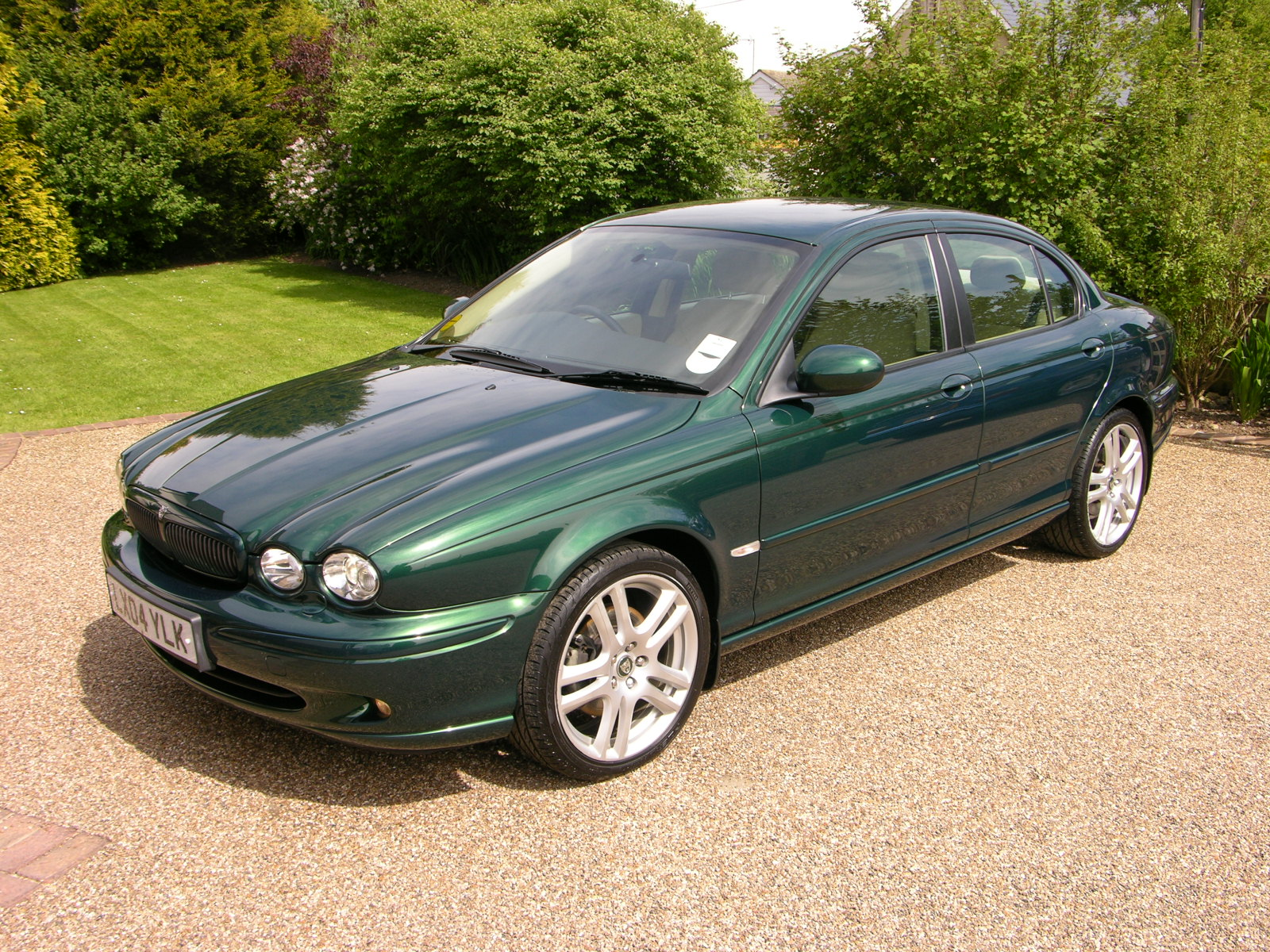
Una Jaguar X-Type stradale (2001) in verde da corsa britannico
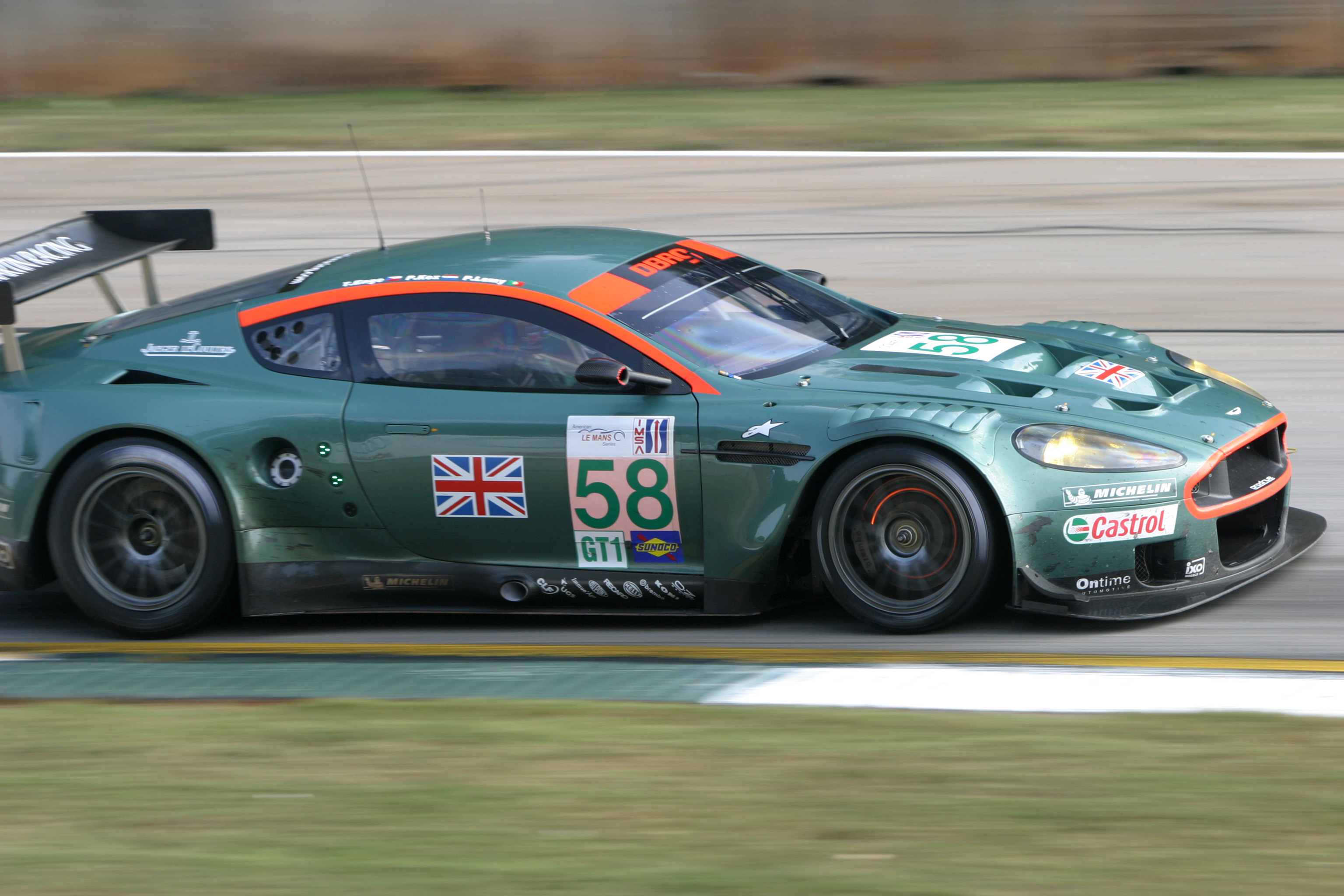
Una Aston Martin DBR9 da competizione (2005) in verde da corsa britannico
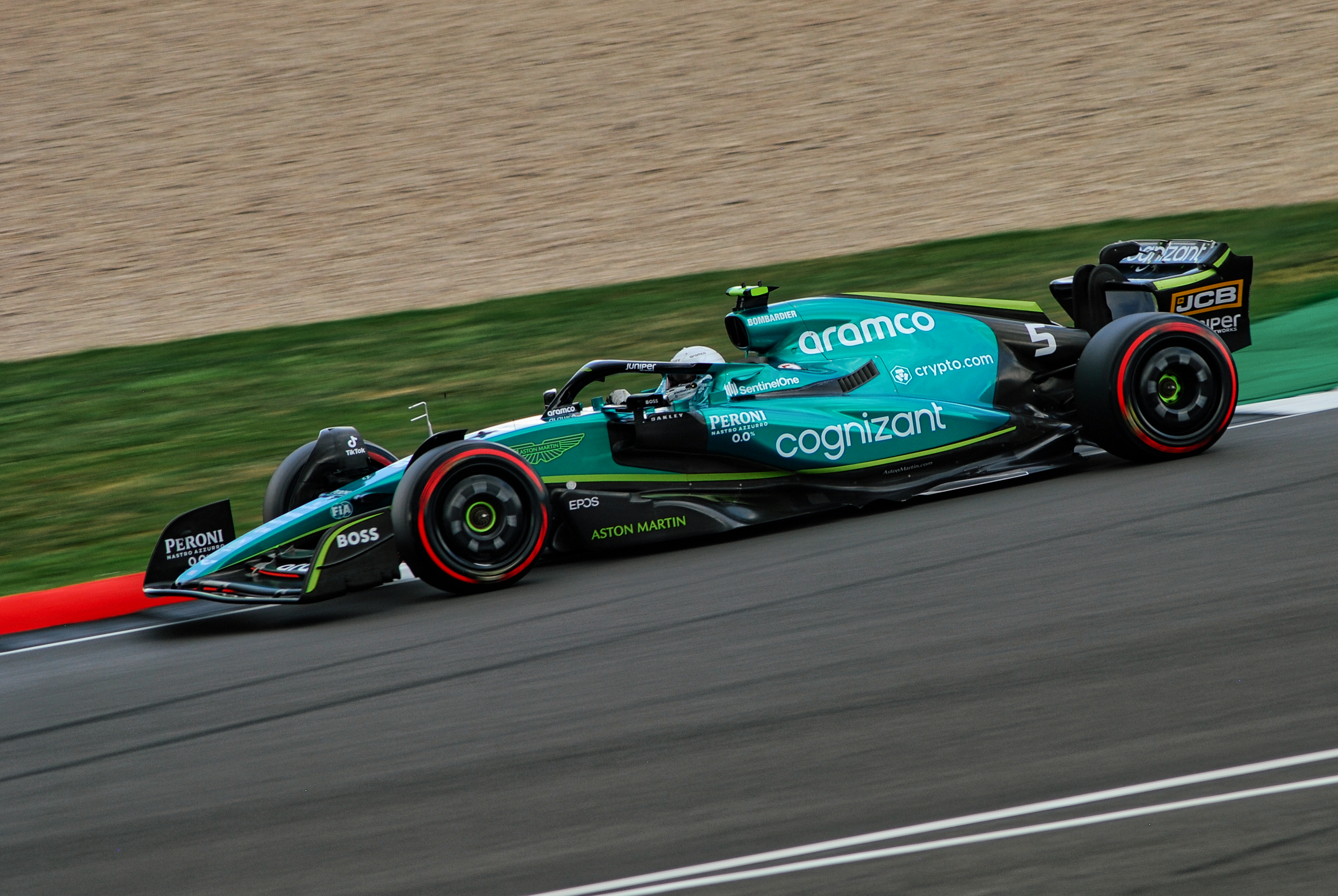
Una Aston Martin AMR22 da competizione (2022) in verde da corsa britannico